# تاتسومی نائوفومی
تاتسومی نائوفومی ((به ژاپنی: 立見 尚文 Tatsumi Naofumi)؛ ۲۱ اوت ۱۸۴۵ – ۶ مارس ۱۹۰۷) فرد نظامی اهل ژاپن بود.